# 바르디가

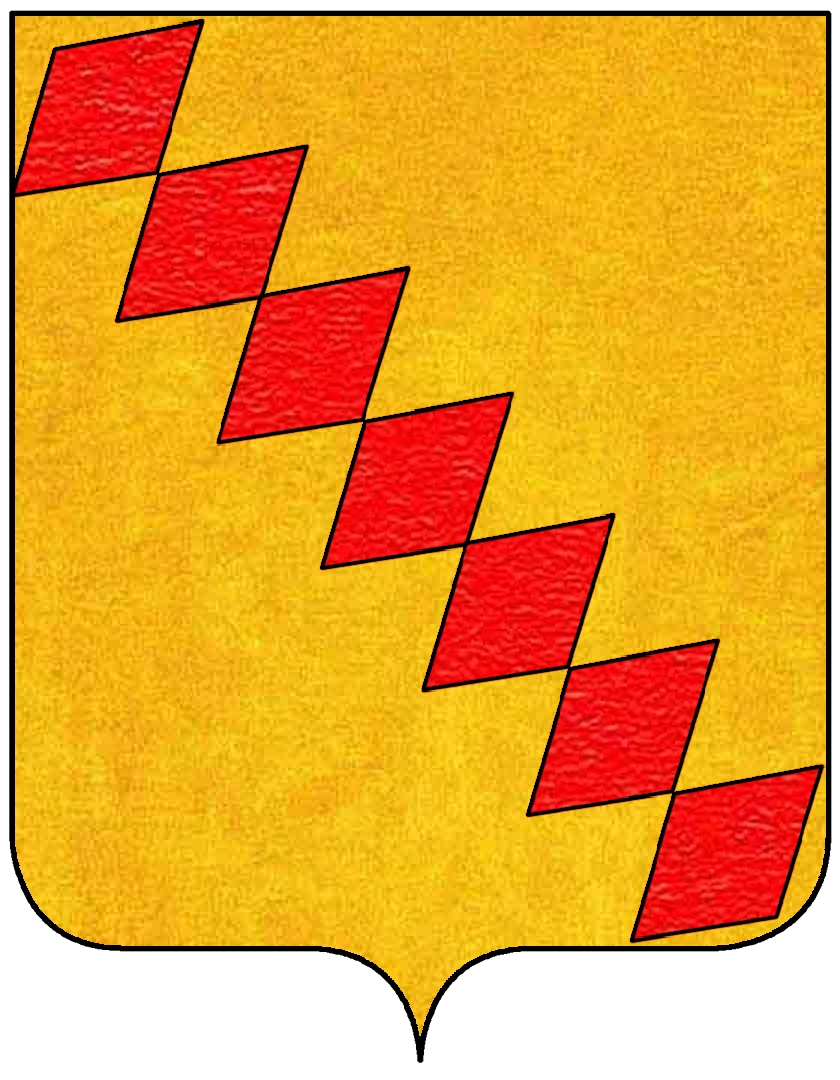
바르디 가 문장.

바르디 가(Bardi)는 콤프나 데이 바르디라는 강력한 은행으로 시작한 피렌체의 영향력 있는 가문이다. 14세기에 바르디 가는 잉글랜드의 군주 에드워드 3세에게 900,000 플로린을 빌려줬고, 이 빚을 페루치 가에 빌린 600,000 플로린과 함께 갚지 못하게 되면서, 두 가문 은행의 부도로 이어졌다. 15세기 동안 바르디 가는 여러 중심지에서 활동을 계속하였으며, 크리스토퍼 콜럼버스와 존 캐벗을 포함한 아메리카 초기 탐험에 일부 경제 지원 역할을 했었다.
바르디 가의 귀족 지위는 1164년에 신성 로마 제국 황제 프리드리히 바르바로사가 "자손들에게 귀족 작위를 물려줄 권리"와 함께 베르니오 백작령을 알베르토 백작에게 넘겨준 이래로 기록되었다. 알베르토 혈통의 마지막 계승자인 마르게리타 여백작은 베르니오를 사위인 피에로 데 바르디(Piero de' Bardi)에게 매각했다. 알베르토 가의 재산은 무겔로가 맞닿은 피렌체에서 22마일 떨어진 성 한 채와 9개의 코무네가 포함되어 있었다. 14세기 기간에 바르디 가는 피렌체 정부가 그들을 위협으로 간주할 만큼 강력한 세력이 되었다. 그들은 결국 "피렌체 근처의 요새화 된 성들이 공화국의 위험으로 여겨" 결국 피렌체 정부에 그들의 성을 팔아야 만했다.
1290년대 바르디 가와 페루치 가는 잉글랜드에도 지사를 세웠고 1320년대에는 유럽의 주요 은행가였다. 14세기에 바르디 가와 페루치 가는 금융 서비스를 제공함으로써 엄청나게 부유해졌다. 이 두 가문들은 오늘날 수표라고 알려진 환어음을 상인들에게 제공하여 무역을 촉진시켰다. 이렇게 간단히 만들었던 이유는 한 도시에서 채무자가 지불 한 돈이 다른 도시에 청구서를 제출함으로써 채권자에게 지불 될 수 있다는 것이었다. 1338년에는 피렌체에 80개가 넘는 은행 건물이 생겨났다. 바르디 가는 바르셀로나, 세비야, 마요르카, 파리, 아비뇽, 니스, 마르세이유, 런던, 브뤼허, 콘스탄티노플, 로도스, 키프로스, 예루살렘등에 13개의 지사를 설치했다. 일부 유럽의 강력한 지도자들은 바르디 가에 부채를 지기도 했다. 이것은 은행가의 몰락의 주요 원인 중 하나였다.
1340년대 초 백년전쟁 기간에 잉글랜드의 에드워드 3세는 프랑스와의 값비싼 전쟁으로 바빴다. 그는 페루치 가에 600,000 플로린, 바르디 가에 900,000 플로린을 빌렸다. 1345년에 그가 그의 빚을 채무하지 않으며, 두 은행가의 파산으로 이어졌다.
은행업의 몰락에도 불구하고 바르디 가는 이탈리아의 가장 성공한 상인들 중 하나였고 그들의 귀족 지위를 통해 이익을 계속 누렸다. 많은 가문 출신들이 십자군, 교황청 로마 대사, 일부는 기사가 되는 등 중요 직위를 차지했다. 1415년 경 코시모 데 메디치와 콘테시나 데 바르디의 결혼은 피렌체에서 메디치 가문의 권력을 세우는데 핵심 역할을 했다. 코시모는 바르디 가에게 1434년에 자신의 정치적 권리를 회복시켜주려던 그들의지지에 보답했다. 1444년 그는 그들에게 세금을 면제해주었다.
은행업 외에도 바르디 가는 "수도사들의 훌륭한 후원자"들이였다. 1317년에 시성된 프란치스코회 주교 루이즈 드 툴루즈(Louise de Toulouse, 1274년-1297년)는 바르디 가와 가까운 사이였다. 그들은 성 프란치스코에게 봉헌된 채플을 구입했다. 제단 오른쪽에 새로운 큰 채플을 지었고 그것을 루이즈 드 툴루즈에 봉헌했다. 성 프란치스코에 봉헌 된 바르디 채플은 리돌포 데 바르디(Ridolfo de Bardi)에 의해 1310년경에 세워졌으며, 그 해에 그의 아버지가 죽고 그에게 큰 유산과 바르디 회사를 맡겼다. 라우렌시오와 순교자들, 교황 실베스테르 1세와 고해 신부들에게 헌정된 다른 바르디 가의 채플들도 있었다.
피렌체의 바르디 가 궁정으로는 팔라초 부시니 바르디가 있다.

## 같이 보기
- 아차이올리가
- 메디치가
- 푸거가